# Batalla de les Ardenes
|  | Aquest article tracta sobre la batalla de la Primera Guerra Mundial. Si cerqueu la batalla de la Segona Guerra Mundial, vegeu «Ofensiva de les Ardenes». |

La batalla de les Ardenes va ser una de les batalles d'obertura de la Primera Guerra Mundial, i una de les batalles que van formar part de la batalles de les fronteres. Es va dur a terme del 21 al 25 d'agost de 1914 en la regió de les Ardenes, entre el 3r i 4t exèrcit francès i el 4t i 5è exèrcit alemany, abans que els francesos es retiressin.
Els alemanys divideixen aquesta batalla en dos parts:
- Batalla de Neufchâteau (Schlacht bei Neufchâteau), realitzada entre el 4t exèrcit alemany i el 4t exèrcit francès entre el 22 i el 23 d'agost, on l'exèrcit francès dirigit pel general Fernand Louis Armand Marie de Langle de Cary va patir una derrota contra l'atac frontal de les tropes del duc Albrecht Herzog von Württemberg. La major part del 4t exèrcit alemany es va reunir el 22 d'agost a la línia principal (Graide-Neufchâteau) a prop de l'enemic. Al 23 d'agost, l'ala dreta de l'exèrcit alemany (VIII. Armeekorps) va rodejar Gedinne (Bèlgica) per avançar directament cap a Houdremont. Amb aquest avanç, la primera línea francesa va deixar de ser sotenible i el seu general va ordenar retirar totes les seves tropes fins al darrere del riu Mosa, a la línia de (Charleville-Sedan-Carignan).
- Batalla de Longwy (Schlacht bei Longwy), realitzada entre el 5è exèrcit alemany i el 3r exèrcit francès, entre el 21 i el 25 d'agost, va tenir lloc en el front occidental de la línia de (Montmédy-Longuyon-Longwy). La batalla es va iniciar amb un atac del 5è exèrcit alemany dirigit pel príncep hereu August Guillem de Prússia entre la zona d'Arlon (Bèlgica) i Thionville (França). L'acció en la primera línia (Étalle-Virton-Esch-sur-Alzette) es va fer contra el 3r exèrcit francès al comandament del general Pierre Xavier Emmanuel Ruffe que estaven avançant simultàniament amb tres cossos cap al nord, entre Audun-le-Roman i Montmédy. Les tropes alemanyes van ser capaços de fer retrocedir als francesos en tres dies de combats fins al riu Mosa i al front nord-oriental de Verdun.

Els dos exèrcits alemanys formaven part del centre de l'avanç de les tropes alemanyes previst en el Pla Schlieffen.

## Antecedents

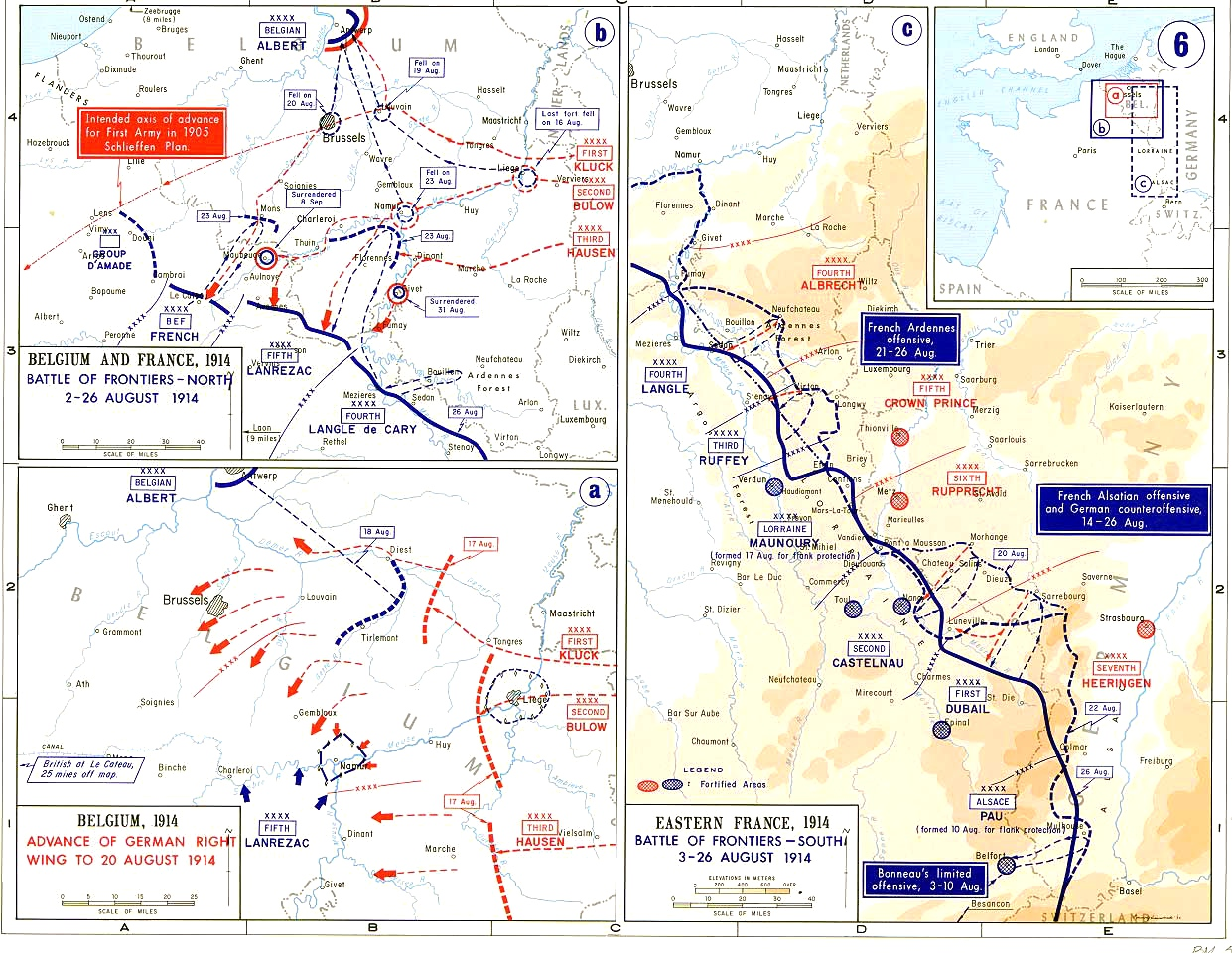
Camp de batalla (agost 1914).

El 4t exèrcit alemany va dur a terme des del començament d'agost de 1914 la seva marxa a través del neutral Luxemburg. La 16a Divisió, sota el comandament del Tinent General Georg Fuchs, ja havia ocupat la seva capital el 2 d'agost per assegurar la principal línia ferroviària.
Pel 18 d'agost, el 4t i el 5è exèrcit alemany van començar a avançar cap al sud de forma simultànea.
A l'inici del seu avanç el 4t exèrcit alemany estava format per 123 batallons i 39 esquadrons, amb 220.000 homes, a més de 113 bateries amb 646 canons.
El 5è exèrcit alemany va iniciar el seu avanç a través de Luxemburg amb 147 batallons, amb 240.000 homes, i 123 bateries amb prop de 700 armes de foc. El Cos Superior de Cavalleria 4, sota el comandament del General de cavalleria Gustav von Hollen, va restar amb 41 esquadrons prop de Thionville com a força d'intervenció mòbil disponible.
El general Joffre, comandant en cap de l'exèrcit francès, va ordenar un atac a través del massís de les Ardenes per donar suport a la invasió francesa d'Alsàcia-Lorena, tal com estava disposat en el Pla XVII que ell mateix havia preparat. D'acord amb el Pla XVII, s'esperava que només algunes forces alemanyes estarien a les muntanyes. Les andanades d'artilleria intensives havien de permetre que l'exèrcit francès es mogués ràpidament pel terreny boscós de les Ardenes. El propòsit de l'avanç de l'exèrcit francès era simple: atacar el centre d'Alemanya amb el flanc que creuava Bèlgica
Les forces alemanyes comencen a establir posicions defensives a la província de Luxemburg (Bèlgica) el 19 d'agost. Els exèrcits alemanys encapçalats pel príncep hereu Guillem de Prússia i el duc Albrecht de Württemberg pretenen capturar Neufchâteau (Bèlgica) per flanquejar a les forces franceses que avançaven cap a Alsàcia-Lorena.
Pel 20 d'agost ja és evident per al general Lanrezac, comandant del 5è exèrcit francès, que hi ha una gran concentració de tropes alemanyes a les Ardenes. Aquest mateix dia, els alemanys van llançar un contraatac contra l'avanç francès a Alsàcia-Lorena. No obstant això Joffre va ordenar una invasió de les Ardenes pel 21 d'agost.

## Curs de la batalla

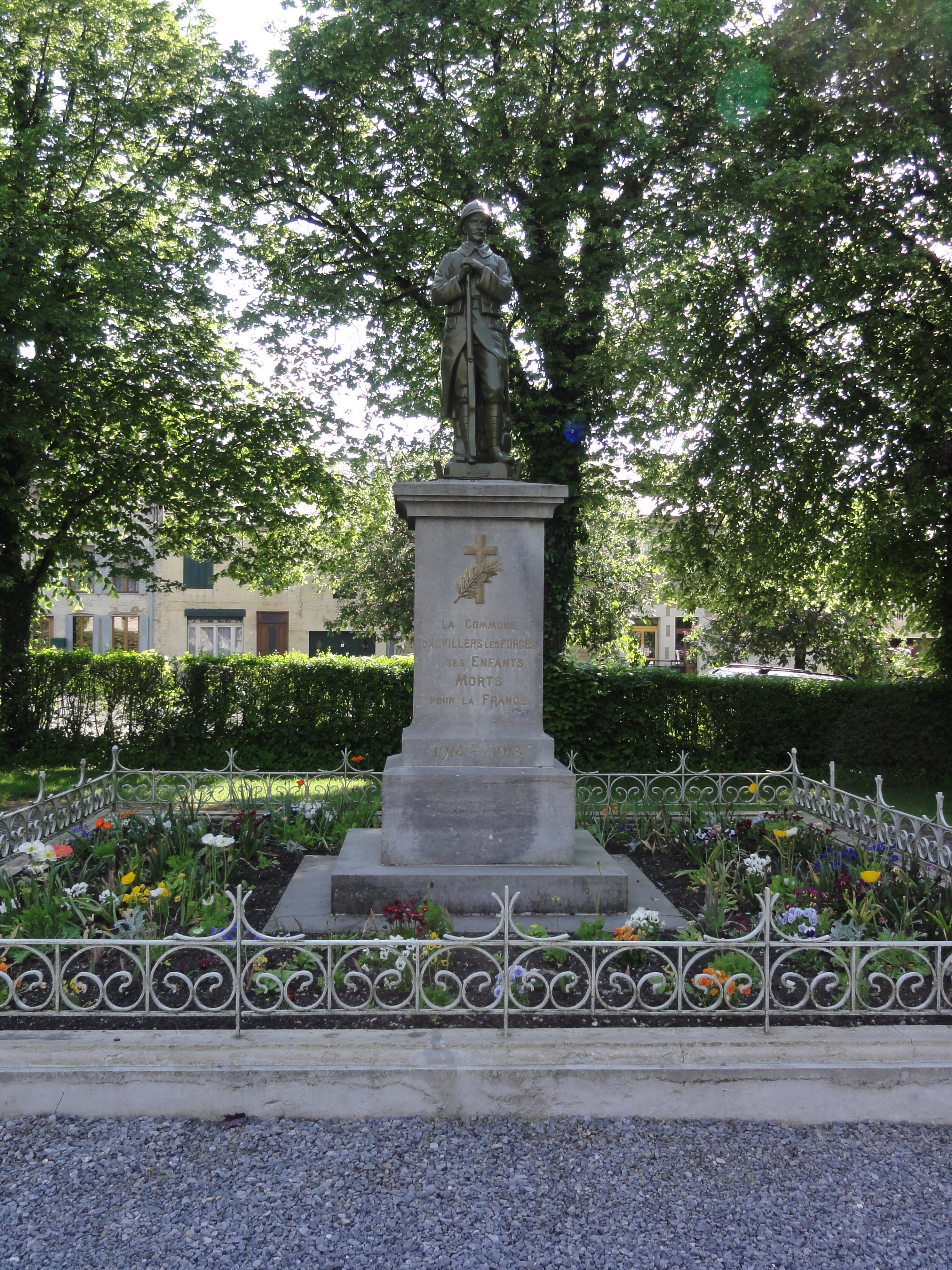
Monument als caiguts 1914-1918. Auvillers-les-Forges (Ardenes).

Durant el 20 i el 21 d'agost hi va haver algunes escaramusses i alguns combats dispersos enmig d'una boira espessa. Malgrat això, van ser uns dies de marxa dels exèrcits alemanys que van poder avançar sense tenir contacte amb el cos principal dels exèrcits francesos.
El 22 d'agost va començar la batalla a Bellefontaine i a Tintigny (Bèlgica), on ambdós bàndols van tenir grans pèrdues. Les tropes franceses, que no tenien roba de camuflatge, són fàcilment visibles pels alemanys, que immediatament van respondre amb metralladores i artilleria pesant. Al voltant de 27.000 francesos van morir aquell dia, que és considerat com el dia més mortífer en la història de França.
Vuit divisions del 3r exèrcit francès de la zona de Verdun es van dirigir cap al nord-est, a la línia de Longuyon-Montmédy, però els alemanys van poder aturar aquest avanç.
El 23 d'agost l'exèrcit alemany continua el seu avanç i aconsegueix que l'exèrcit francès es retiri de Bèlgica de forma desordenada a la tarda del mateix dia.
Durant el 24 d'agost els francesos realitzen contra-atacs però, malgrat els intensos combats, no poden aturar l'avançament dels alemanys. L'exèrcit francès es retira i pren posició a Sedan (França) i pels seus voltants. 
El 25 d'agost, les tropes del 3r exèrcit alemany van atacar a les posicions franceses que es trobaven a Sedan. Els assalts alemanys van ser rebutjats per l'artilleria francesa situada als turons del poblet de Frénois (prop de Sedan).

## Conseqüències
El 26 d'agost, les tropes alemanyes van travessar el riu Mosa per diversos llocs com ara Donchery i Glaire, i ocupen Sedan. Les tropes franceses es reuneixen als boscos de l'altiplà de la Marfée i de Mont Croix Piot i tenen lloc intensos combats a Charleville-Mézières. Els francesos fan alguns intents de contra-atacs
El 28 d'agost els francesos es dirigeixen cap a Yoncq (municipi francès de la regió de les Ardenes). Un terç de les tropes queden fora de combat durant el dia. Els regiments que es troben a les Ardenes es retiren al departament de Mosa (al bosc de Gruerie) on s'estabilitzen al nord de Vienne-le-Château i de la granja Navarin, lloc on es produirà un contra-atac francès al mes de gener de 1915.
El 29 d'agost el general Joffre ordena la retirada al 4t exèrcit; es faran alguns combats a la rereguarda fins als voltants de Rethel (França). L'avanç alemany només serà realment detingut al final de la batalla del Marne, al setembre de 1914.
La magnitud de la derrota francesa va ser notable i es fa evident pel general Joseph Joffre uns dies més tard, que es va a dedicar a donar la culpa al mal rendiment de les seves tropes en lloc d'atribuir-ho a la seva estratègia i a les circumstàncies de la batalla.